# 河内康介
河内 康介（かわち こうすけ、2005年4月16日 - ）は、大阪府高槻市出身のプロ野球選手（投手・育成選手）。右投右打。オリックス・バファローズ所属。

## 経歴

### プロ入り前
中学時代は硬式野球のクラブチームであるニュー・ヤンキースでプレーしていた。
聖カタリナ学園高等学校に進学し、1年秋からベンチ入り。2年夏、秋は部内で起きた不祥事により公式戦に出場できなかった。この時点での最速は141km/hで、高校卒業後は大学へ進学する予定だったが、3年春にコーチからロスなくボールに力を伝える体の使い方を学び急成長。同年夏の愛媛大会では帝京第五との3回戦で150km/hを計測した。同大会ではベスト4に進出したが、川之江との準決勝では自身の登板がないまま敗れた。3年間で甲子園大会出場はなかった。
2023年10月26日に行われたドラフト会議にて、オリックス・バファローズから2位指名を受け、11月20日に契約金5000万円、年俸600万円で入団に合意した（金額は推定）。背番号は63。

### プロ入り後
2024年は二軍で9試合（うち、先発登板が4試合）に登板し、防御率1.50を記録する。8月23日、球団より右肘内側側副靭帯再建術（トミー・ジョン手術）を受けたことが発表された。そのため、10月3日、球団より育成再契約を前提とした戦力外通告を受け、11月19日に育成再契約を締結した。背番号は135に変更される。

## 詳細情報

### 背番号
- 63（2024年[7]）
- 135（2025年[11] - ）